# NGC 5302
NGC 5302 é uma galáxia espiral barrada (SB0-a) localizada na direcção da constelação de Centaurus. Possui uma declinação de -30° 30' 43" e uma ascensão recta de 13 horas, 48 minutos e 49,8 segundos.
A galáxia NGC 5302 foi descoberta em 30 de Março de 1835 por John Herschel.